# Championnats du monde d'athlétisme jeunesse 1999
Navigation
Édition suivante
Les 1ers Championnats du monde d'athlétisme cadets ou jeunesse se sont déroulés à Bydgoszcz (Pologne) du 16 au 18 juillet 1999.

## Résultats

### Garçons
| Épreuves              | Or                                                              | Or             | Argent                                                                                | Argent         | Bronze                                                                   | Bronze         |
| --------------------- | --------------------------------------------------------------- | -------------- | ------------------------------------------------------------------------------------- | -------------- | ------------------------------------------------------------------------ | -------------- |
| 100 m                 | Mark Lewis-Francis Royaume-Uni                                  | 10 s 40        | Bryan Sears États-Unis                                                                | 10 s 42        | Omar Brown Jamaïque                                                      | 10 s 43        |
| 200 m                 | Timothy Benjamin Royaume-Uni                                    | 20 s 72        | Omar Brown Jamaïque                                                                   | 21 s 09        | Bryan Sears États-Unis                                                   | 21 s 16        |
| 400 m                 | William Mandla Nkosi Afrique du Sud                             | 46 s 94        | Glaudel Garzón Dutel Cuba                                                             | 47 s 00        | Mark Van Soest Afrique du Sud                                            | 47 s 19        |
| 800 m                 | Nicholas Wachira Kenya                                          | 1 min 50 s 70  | Berhanu Alemu Éthiopie                                                                | 1 min 50 s 79  | Mohammad Al Azemi Koweït                                                 | 1 min 51 s 24  |
| 1 500 m               | Cornelius Chirchir Kenya                                        | 3 min 44 s 02  | Michael Too Kenya                                                                     | 3 min 44 s 70  | Osman Yusif Arabie saoudite                                              | 3 min 45 s 53  |
| 3 000 m               | Pius Muli Kenya                                                 | 8 min 08 s 16  | Kenenisa Bekele Éthiopie                                                              | 8 min 09 s 89  | Anouar Assila Maroc                                                      | 8 min 13 s 54  |
| 2 000 mètres steeple  | Cheruiyot Cherono Kenya                                         | 5 min 31 s 89  | Luleseged Wale Éthiopie                                                               | 5 min 32 s 61  | Philip Simbolei Kenya                                                    | 5 min 41 s 77  |
| 110 mètres haies      | Ladji Doucouré France                                           | 13 s 26        | Nassim Brahimi Qatar                                                                  | 13 s 36        | Paul Whitty Canada                                                       | 13 s 59        |
| 400 mètres haies      | Marthinus Kritzinger Afrique du Sud                             | 49 s 86        | Sergio Hierrezuelo Castellanos Cuba                                                   | 49 s 95        | Mumo Kiilu Kenya                                                         | 51 s 50        |
| 10 000 m marche       | Evgueni Demkov Russie                                           | 42 min 26 s 07 | Aleksandr Strokov Russie                                                              | 42 min 36 s 52 | Takayuki Tanii Japon                                                     | 42 min 40 s 86 |
| Saut en hauteur       | Jacques Freitag Afrique du Sud                                  | 2,16 m         | Cui Kai Chine                                                                         | 2,13 m         | Andrei Chubsa Biélorussie                                                | 2,13 m         |
| Saut à la perche      | Sébastien Homo France                                           | 5,20 m         | Oleksandr Korchmid Ukraine                                                            | 5,10 m         | Rico Tepper Allemagne                                                    | 5,00 m         |
| Saut en longueur      | Shang Yapeng Chine                                              | 7,80 m         | Yoelmis Pacheco Herrera Cuba                                                          | 7,62 m         | Nicolaas Grimbeeck Afrique du Sud                                        | 7,59 m         |
| Triple saut           | Ibrahim Mahmedin Qatar                                          | 15,96 m        | Francis Yoandris Betanzas Cuba                                                        | 15,83 m        | Viktor Yastrebov Ukraine                                                 | 15,74 m        |
| Lancer du poids       | Robert Häggblom Finlande                                        | 19,76 m        | Dmitri Gorchkov Russie                                                                | 19,69 m        | Khalid Al Suwaidi Qatar                                                  | 19,44 m        |
| Lancer du disque      | Chang Ming-Huang Taipei chinois                                 | 64,14 m        | Zhang Huabing Chine                                                                   | 58,36 m        | Raine Munukka Finlande                                                   | 56,52 m        |
| Lancer du marteau     | Krisztián Pars Hongrie                                          | 74,76 m        | Oleksandr Lutsenko Ukraine                                                            | 73,68 m        | Alexei Elisseev Russie                                                   | 73,68 m        |
| Lancer du javelot     | Joachim Kiteau France                                           | 79,65 m        | Saku Kuusisto Finlande                                                                | 78,73 m        | Alexandr Ivanov Russie                                                   | 78,65 m        |
| Relais 4 × 100 mètres | Jamaïque Winston Smith Michael Frater Davaon Spence Omar Brown  | 40 s 03        | Japon Yosuke Tahara Kazuya Kitamura Yoshitaka Kaneko Yusuke Omae                      | 40 s 14        | Allemagne Johannes Fischer Christoph Lehner Norman Grittke Andre Streese | 41 s 13        |
| Relais suédois        | États-Unis Jonathan Lott Bryan Sears Travon Walton Ivory McCann | 1 min 51 s 29  | Afrique du Sud William Mandla Kosi Warren October Marthinus Kritzinger Mark Van Soest | 1 min 52 s 49  | Japon Toshio Imura Takeshi Yoneda Masakatsu Tanaka Tsutomu Takahashi     | 1 min 54 s 10  |

### Filles
| Épreuves              | Or                                                                            | Or             | Argent                                                                        | Argent         | Bronze                                                                       | Bronze         |
| --------------------- | ----------------------------------------------------------------------------- | -------------- | ----------------------------------------------------------------------------- | -------------- | ---------------------------------------------------------------------------- | -------------- |
| 100 m                 | Veronica Campbell Jamaïque                                                    | 11 s 49        | Lisa Sharpe Jamaïque                                                          | 11 s 52        | Adrianna Lamalle France                                                      | 11 s 66        |
| 200 m                 | LaShauntea Moore États-Unis                                                   | 23 s 38        | Melanie Walker Jamaïque                                                       | 23 s 72        | Ana Lopez Garcia Cuba                                                        | 23 s 97        |
| 400 m                 | Monique Henderson États-Unis                                                  | 52 s 28        | Helen Okpanachi Nigeria                                                       | 52 s 38        | Norma González Colombie                                                      | 52 s 39        |
| 800 m                 | Georgina Clarke Australie                                                     | 2 min 05 s 90  | Tetyana Petlyuk Ukraine                                                       | 2 min 06 s 97  | Mihaela Olaru Roumanie                                                       | 2 min 08 s 20  |
| 1 500 m               | Zanelle Grobler Afrique du Sud                                                | 4 min 23 s 06  | Chibiwott Kibet Kenya                                                         | 4 min 24 s 43  | Elaine Du Plessis Afrique du Sud                                             | 4 min 24 s 59  |
| 3 000 m               | Alice Timbilil Kenya                                                          | 9 min 01 s 99  | Meseret Defar Éthiopie                                                        | 9 min 02 s 08  | Vivian Cheruiyot Kenya                                                       | 9 min 04 s 42  |
| 100 mètres haies      | Adrianna Lamalle France                                                       | 13 s 08        | Maren Freisen Allemagne                                                       | 13 s 42        | Anay Tejeda Quesada Cuba                                                     | 13 s 45        |
| 400 mètres haies      | Jana Pittman Australie                                                        | 57 s 87        | Jie Ya Wu Chine                                                               | 58 s 32        | Patricia Hall Jamaïque                                                       | 58 s 67        |
| 5 000 m marche        | Tatiana Kozlova Russie                                                        | 22 min 31 s 93 | Maryna Tsikhanava Biélorussie                                                 | 22 min 37 s 54 | Ekaterina Dergounova Russie                                                  | 22 min 54 s 59 |
| Saut en hauteur       | Anna Tchitcherova Russie                                                      | 1,89 m         | Renáta Medgyesová Slovaquie                                                   | 1,83 m         | Gaëlle Niaré France                                                          | 1,79 m         |
| Saut à la perche      | Yelena Isinbayeva Russie                                                      | 4,10 m         | Floé Kühnert Allemagne                                                        | 4,05 m         | Vanessa Boslak France                                                        | 4,00 m         |
| Saut en longueur      | Yangxia Zhou Chine                                                            | 6,29 m         | Jenniina Halkoaho Finlande                                                    | 6,24 m         | Alina Militaru Roumanie                                                      | 6,22 m         |
| Triple saut           | Mabel Gay Tamayo Cuba                                                         | 13,82 m        | Anastassia Ilina Russie                                                       | 13,59 m        | Yusmay Bicet Planas Cuba                                                     | 13,58 m        |
| Lancer du poids       | Mei Hong Chine                                                                | 15,57 m        | Natallia Kharaneka Biélorussie                                                | 15,57 m        | Chiara Rosa Italie                                                           | 14,64 m        |
| Lancer de disque      | Mei Hong Chine                                                                | 52,18 m        | Julia Bremser Allemagne                                                       | 51,83 m        | Deborah Lovely Australie                                                     | 49,14 m        |
| Lancer du marteau     | Kamila Skolimowska Pologne                                                    | 63,94 m        | Yunaska Graffor Roger Cuba                                                    | 57,56 m        | Ivana Brkljačić Croatie                                                      | 55,69 m        |
| Lancer du javelot     | Olivia Norris Allemagne                                                       | 52,03 m        | Xénia Frajka Hongrie                                                          | 49,76 m        | Halina Kakhava Biélorussie                                                   | 49,62 m        |
| Relais 4 × 100 mètres | Jamaïque Nadine Palmer Melanie Walker Veronica Campbell Lisa Sharpe           | 44 s 30        | États-Unis Virginia Powell Ashley Mitchell Raasin McIntosh Stephanie Durst    | 45 s 40        | Pologne Dorota Wojtczak Dorota Dydo Malgorzata Flejszar Anita Hennig         | 45 s 49        |
| Relais suédois        | États-Unis Stephanie Durst LaShauntea Moore Christy Fairley Monique Henderson | 2 min 07 s 71  | Pologne Malgorzata Flejszar Dorota Wojtczak Hanna Wardowska Magdalena Uzarska | 2 min 09 s 19  | Ukraine Ganna Bordyugova Viktoriya Lofitska Marina Maydanova Tetyana Petlyuk | 2 min 11 s 13  |